# Маккаскер, Райли
Райли Шеннон Маккаскер (англ. Riley Shannon McCusker; род. 9 июля 2001, Коннектикут) — американская гимнастка и участника женской сборной США по спортивной гимнастике (2016—2019). Она стала чемпионкой мира в 2018 году в командных соревнованиях, а также является двукратным бронзовым призером США по многоборью (2017, 2018) и чемпионкой США на брусьях.

## Биография
Райли Маккаскер родилась в семье Тома и Джессики Маккаскеров 9 июля 2001 года. Маккаскер начала заниматься гимнастикой в 2008 году. Райли получает домашнее обучение.

## Карьера

### Юниорская карьера

#### 2014: уровень 10
Райли поднялась на 10-й уровень в 2014 году в возрасте 14 лет (10-й уровень — самый высокий уровень программы по спортивной гимнастике в США). В то время она тренировалась в Dynamic Gymnastics в Мохеган-Лейк, штат Нью-Йорк, под руководством Теодоры Унгуряну. На чемпионате штата Нью-Йорк она выиграла многоборье в юниорском дивизионе, а также титулы на брусьях, бревне и в вольных упражнениях. Две недели спустя она участвовала в Region 6 Championships 2014, где она выиграла многоборье и титул чемпиона в категории юниоров А. В результате она получила право на участие в национальных соревнованиях юниоров 2014 года. На соревнованиях в Джексоне, штат Миссисипи, Маккаскер заняла 30-е место в многоборье.

#### 2015
Маккаскер пропустила соревнования в течение всего сезона 2015 года; она и ее семья переехали из Коннектикута в Бриэль, штат Нью-Джерси, чтобы она могла тренироваться в MG Elite Gymnastics в Морганвилле, и получить лучшую подготовку, поскольку у ее бывшего клуба не было ресурсов. MG Elite был известен тем, что там тренировалась известная гимнастка Лори Эрнандес, которая была восходящей звездой, а спустя год стала олимпийской чемпионкой.

#### 2016
В январе 2016 года Маккаскер приняла участие в Parkettes Invitational 2016 в Аллентауне; она соревновалась в категории «элиты юниоров». Райли выиграла многоборье в дополнение ко всем четырём другим титулам. 4 февраля 2016 года она приняла участие в программе по гимнастике в Университете Флориды и Флориде Гаторс. Она получила статус «международной элиты юниоров» в марте, когда прошла дополнительный этап с результатом 52,000 на Кубке KPAC 2016 года.
Маккаскер участвовала в American Classic 2016 года в мае в Хантсвилле. Райли финишировала пятой. 4 июня 2016 года она приняла участие в соревнованиях US Classic 2016 в Хартфорде, где заняла девятое место в многоборье, получив квалификацию для участия в чемпионате США.
На чемпионате США по спортивной гимнастике 2016 года в Сент-Луисе, она заняла второе место в многоборье после первого дня соревнований с результатом 56,450. Ей удалось сохранить результат во второй день, заняв второе место в многоборье с общим результатом 112,000. Она также выиграла серебряные медали на брусьях, бревне и в вольных упражнениях. Таким образом, она получила право выступать за юношескую сборную США.

### Взрослая карьера

#### 2017
В феврале 2017 года, Маккаскер была приглашена на AT&T American Cup, которое состоялось 4 марта в Prudential Center в Ньюарке. Маккаскер представляла Соединенные Штаты вместе с Рэган Смит, ставшей запасной в олимпийский сборной США. В своем взрослом международном дебюте Маккаскер заняла 5-е место в общем зачете с 52,966 баллами, уступив Ким Буи из Германии, Мелани Де Хесус душ Сантос из Франции, Аске Терамото из Японии и Смит, после падения с брусьев и ещё более страшного падения на шею с бревна.
Затем в апреле Маккаскер соревновалась в Езоло Трофи, где она завоевала золотую медаль в многоборье и помогла американской команде завоевать командное «золото». После соревнований в Италии Маккаскер получила травму лодыжки и запястья и была вынуждена прекратить тренировки на несколько месяцев. Она соревновалась в U.S. Classic; из-за травмы она не выступала на своем высшем уровне и финишировала восьмой на брусьях, тринадцатой на бревне и четвертой на вольных упражнениях.
В августе Маккаскер соревновалась на чемпионате США по спортивной гимнастике 2017 года, где заняла третье место в многоборье после Рэган Смит и Джордан Чилис. Она была чемпионкой на брусьях на этом соревновании и заняла второе место на бревне, снова за Смит.
Благодаря достижениям на Езоло Трофи и чемпионате США, Маккаскер была включена в предварительный список участников чемпионата мира, но в сентябре она снова получила травму и лишилась шанса попасть в команду для участия на чемпионате мира по спортивной гимнастике 2017 года.

#### 2018
В июне Маккаскер участвовала в Национальном отборочном турнире Брестяна, где у нее был самый высокий результат на брусьях и второй результат на бревне. Затем она соревновалась в American Classic 7 июля, где она участвовала только в двух соревнованиях. Она финишировала седьмой на брусьях после падения и финишировала второй на бревне. 28 июля Маккаскер участвовала в соревнованиях US Classic 2018 года, где заняла второе место в многоборье и на бревне, уступив Симоне Байлз на обоих, также Райли финишировала первой на брусьях перед Байлз и четвертой на вольных упражнениях. В августе Маккаскер соревновалась на национальном чемпионате, где заняла третье место в многоборье после Байлз и Морган Херд, второе место на брусьях и третье место на бревне. Она также заняла седьмое место в вольных упражнениях.
В октябре Маккаскер приняла участие в World Team Selection Camp. Во время соревнований она заняла первое место на брусьях, второе в многоборье и на бревне, третье в вольных упражнениях, а также стала седьмой в опорном прыжке. На следующий день она вошла в состав команды для участия в чемпионате мира 2018 года вместе с Байлз, Херд, МакКаллум, Икер и запасной Рэган Смит. Во время квалификационного раунда Маккаскер финишировала восьмой в многоборье после того, как упала с бревна и неудачно выступила на брусьях, показав низкую сложность. Она не прошла в многоборье из-за того, что ее товарищи по команде Байлз и Херд набрали больше очков, чем она. Во время командного финала Маккаскер соревновалась на брусьях и бревне. Она сумела улучшить свои результаты в сравнении с квалификацией и принести 14,500 и 13,733 баллов, соответственно, к общему количеству сборной США. Американки выиграли золото со итоговой суммой 171,629 балла, опередив Россию на 8,766 балла.

#### 2019
В феврале федерация гимнастики США объявила, что Маккаскер была выбрана для участия на Кубке мира в Бирмингеме в марте. Там она заняла второе место (первой стала Алия Мустафина), несмотря на падение во время опорного прыжка и на бревне.

## Результаты

### Юниорский уровень
| Год  | Событие           | КП | АП | ОП | РБ | ББ | ВУ |
| ---- | ----------------- | -- | -- | -- | -- | -- | -- |
| 2016 | American Classic  |    | 5  |    |    |    |    |
| 2016 | Secret US Classic |    | 9  |    | 4  |    |    |
| 2016 | Чемпионат США     |    | 2  |    | 2  | 2  | 2  |

### Взрослый уровень
| Год  | Событие                             | КП | АП | ОП | РБ | ББ | ВУ |
| ---- | ----------------------------------- | -- | -- | -- | -- | -- | -- |
| 2017 | American Cup                        |    | 5  |    |    |    |    |
| 2017 | Езоло Трофи                         | 1  | 1  |    | 2  | 1  |    |
| 2017 | U.S. Classic                        |    |    |    | 8  | 13 | 4  |
| 2017 | Чемпионат США                       |    | 3  |    | 1  | 2  | 4  |
| 2018 | Отборочный турнир Brestyan’s        |    |    |    | 1  | 2  |    |
| 2018 | American Classic                    |    |    |    | 7  | 2  |    |
| 2018 | U.S. Classic                        |    | 2  |    | 1  | 2  | 4  |
| 2018 | Чемпионат США                       |    | 3  |    | 2  | 3  | 7  |
| 2018 | Отборочный турнир на чемпионат мира |    | 2  | 7  | 1  | 2  | 3  |
| 2018 | Чемпионат мира                      | 1  |    |    |    |    |    |
| 2019 | Кубок мира в Бирмингеме             |    | 2  |    |    |    |    |